# Tifón Talim (2005)
El tifón Talim, conocido en Filipinas como Tifón Isang (designación internacional: 0513, designación JTWC: 13W), fue un devastador ciclón tropical que causó daños generales sobre República de China y República Popular China. El decimosexto ciclón tropical, el decimotercer tormenta nombrada, el sexto tifón y el segundo de los tres super tifones de la temporada de tifones del Pacífico de 2005. Los orígenes de Talim se formó en la tarde del 26 de agosto a las 06:00 UTC al noreste de la isla de Yap como una depresión tropical que denominó por el Centro Conjunto de Advertencia de Tifones (JTWC) como Trece-W. En 24 horas se actualizó a tormenta tropical que le asignó el nombre Talim y al día siguiente se convirtió en tifón. Incluso se le asignó como Isang por PAGASA mientras entró en el área de responsabilidad filipina el 29 de agosto. Talim tocó tierra a las 18:00 UTC del 31 de agosto como tifón de categoría 3. Talim se disipó sobre el sureste de China el 1 de septiembre.
El tifón Talim dejó al menos 110 muertos y 23 desaparecidos en las provincias de Fujian, Zhejiang, Jiangxi y Anhui, con al menos 40 muertos en esta última provincia debido a deslizamientos de tierra. También dejó 7 muertos en República de China.

## Historia meteorológica
Un área de convección que se desarrolló y persistió aproximadamente a 250 millas náuticas al este-noreste de Guam. Se mencionó por primera vez como un área sospechosa en el STWO del Centro Conjunto de Advertencia de Tifones (JTWC) emitido a las 06:00 UTC del 24 de agosto cuando las imágenes satelitales revelaron un amplio centro de circulación de bajo nivel asociado con la perturbación. Un análisis de nivel superior reveló un entorno de cizalladura del viento de baja a moderada. Sin embargo, una baja en los niveles superiores estaba afectando el flujo de salida en el lado norte de la circulación. A pesar de esto, el potencial de desarrollo de un ciclón tropical significativo se elevó a "bueno" el 25 de agosto a las 22:00 UTC y se emitió una Alerta de formación de ciclones tropicales (TCFA). La primera advertencia se emitió a las 06:00 UTC del 26 de agosto cuando la depresión tropical Trece-W se encontraba aproximadamente a 100 millas al oeste-suroeste de Guam. Tanto el Centro Conjunto de Advertencia de Tifones (JTWC) como la Agencia Meteorológica de Japón (JMA) lo actualizaron a tormenta tropical de 35 nudos el 27 de agosto a las 00:00 UTC, y el ciclón tropical recibió el nombre de Talim.
La tormenta tropical Talim se intensificó de manera constante el 27 de agosto a medida que avanzaba en una trayectoria general hacia el noroeste a lo largo de la periferia suroeste de una cordillera subtropical. El ciclón tropical alcanzó la intensidad de tifón a las 06:00 UTC del 28 de agosto, cuando se encontraba aproximadamente a 690 millas al sureste de Okinawa. En este momento, PAGASA bautizó al ciclón tropical: Isang después de que la tormenta hubiera entrado en su AOR. El tifón Talim continuó fortaleciéndose el 28 de agosto mientras avanzaba hacia el oeste y alcanzó una intensidad máxima de 130 kN el 29 de agosto a las 18:00 UTC. Después de mantener esta fuerza durante casi 24 horas, comenzó una tendencia de debilitamiento a última hora del 30 de agosto cuando la tormenta se acercaba a la isla de Taiwán. El tifón Talim tocó tierra cerca de Hualien, Taiwán, el 31 de agosto a las 18:00 UTC con un RSU de 95 kN. Desde allí, el ciclón cruzó el Estrecho de Taiwán y llegó a la costa cerca de Fuzhou en China, alrededor del 1 de septiembre a las 06:00 UTC, al mismo tiempo que se degradó a tormenta tropical de 55 nudos. El Centro Conjunto de Advertencia de Tifones (JTWC) emitió la advertencia final el mismo día mientras Agencia Meteorológica de Japón (JMA) continuaba manteniendo el sistema como tormenta tropical, degradando Talim a depresión tropical el 2 de septiembre a las 06:00 UTC. La última declaración emitida por Agencia Meteorológica de Japón (JMA) fue más tarde ese día.

## Impactos

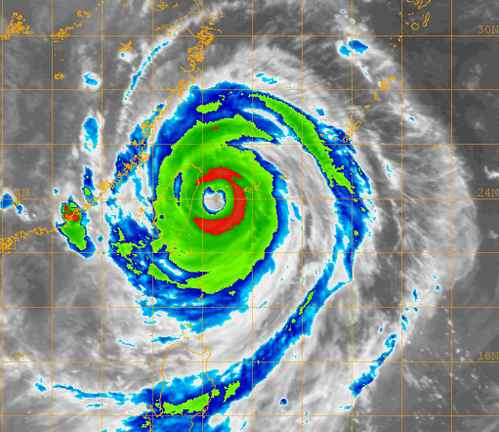
Imagen de la nube satelital del tifón Talim a punto de tocar tierra el 31 de agosto de 2005

### República Popular China
Más de 15 millones de personas se vieron afectadas por la tormenta. Se informó que al menos 110 personas murieron en el este de China, principalmente a causa de inundaciones y deslizamientos de tierra. Se informó de la desaparición de otras 28 personas. Más de 150.000 personas fueron evacuadas y miles de hogares resultaron dañados o destruidos. El Ministerio de Asuntos Civiles de China informó que el tifón causó pérdidas económicas por 12.190 millones de yuanes (alrededor de 1.500 millones de dólares).

### Répública de China
Se informó que al menos siete personas murieron en la tormenta. El tifón salió de la isla más tarde ese día y se dirigió hacia China. El tifón Talim fue la segunda tormenta de tal fuerza que azotó República de China durante la temporada de tormentas de 2005, la primera vez desde 1994.

### Filipinas
En Filipinas, nadie resultó herido, desaparecido o muerto, pero se experimentaron fuertes lluvias cuando Talim azotó la isla de Luzón.